# 파 (골프 용어)

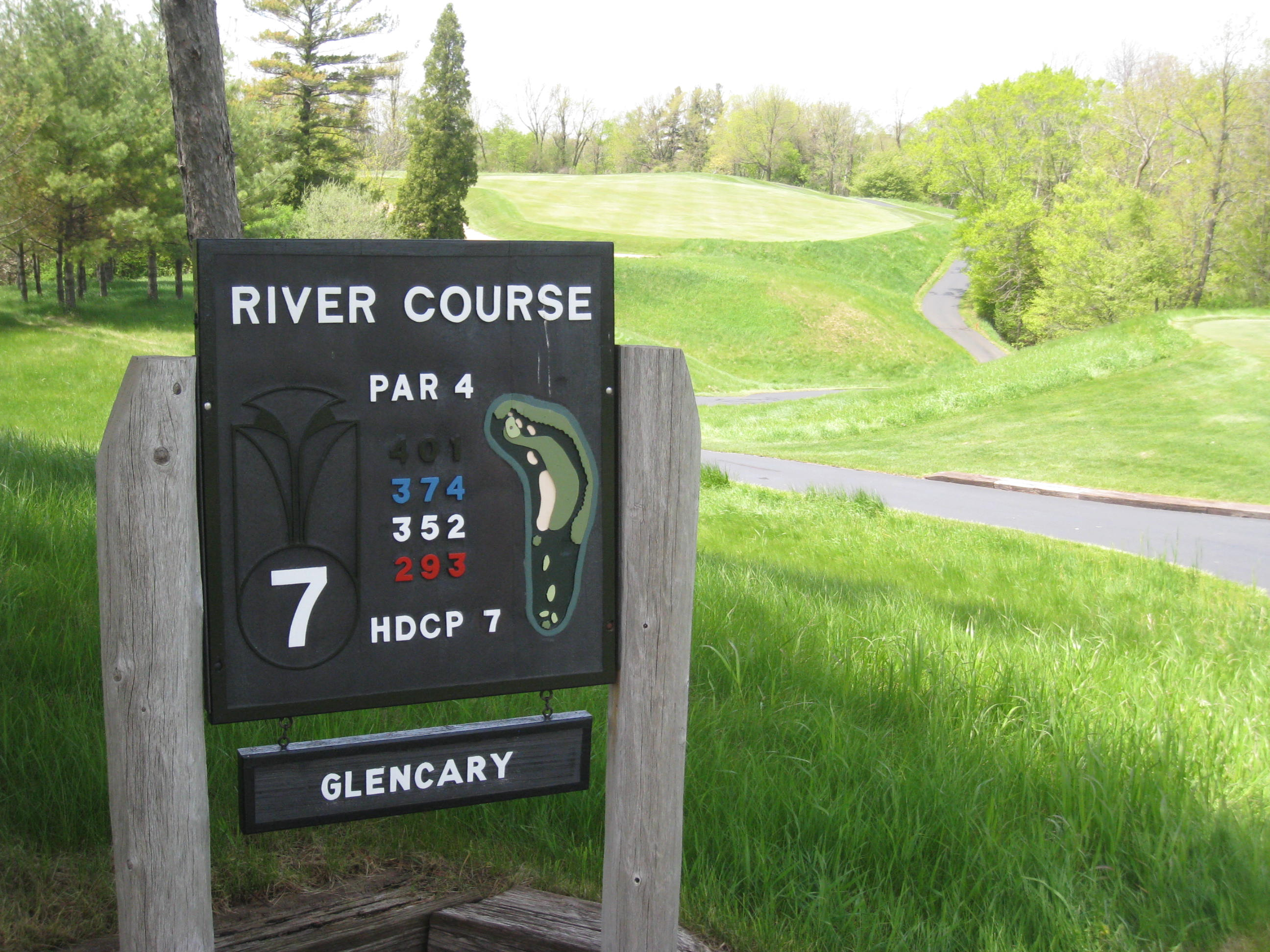

파(par) 또는 기준 타수는 골프에서 능숙한 골퍼가 홀, 라운드 또는 토너먼트를 완수해야 하는 미리 정해둔 타수이다.
홀은 보통 3~5 값 사이에 할당된다. 통상 18홀 골프 코스는 파의 수가 대략 총 72개이다.

## 더블 보기
더블 보기(double bogey)는 특정 홀의 기준 타수 대비 2스트로크가 더 많은 스코어를 의미한다.